# Рассвет (Весёловский район)
Рассве́т — хутор в Весёловском районе Ростовской области. 
Входит в состав Верхнесолёновского сельского поселения. 

## Население
| 1989 | 2002 | 2010 |
| ---- | ---- | ---- |
| 99   | ↗119 | ↘112 |

## Улицы
- ул. Молодёжная,
- ул. Насосная,
- ул. Труда.

## Достопримечательности
Рядом с хутором находятся курганы и курганные группы, являющиеся объектами культурного наследия регионального значения.